# Агитационный текстиль

Пример агитационного текстиля

Агитацио́нный тексти́ль (агиттексти́ль) — ткани с рисунками на агитационную тематику, выпускавшиеся советской лёгкой промышленностью во второй половине 20-х — начале 30-х годов XX века. Сохраняя лучшие классические традиции российского текстильного производства, агитационный текстиль способствовал внедрению в общественное сознание новой советской идеологии. Полотно агитационного текстиля оформлялось орнаментами, в которые входили как традиционные элементы, например, цветы или огурцы, так и новаторские — серп и молот, трактор, комбайн, самолёт и теплоход, звёзды и шестерёнки, колосья и ракеты, стройки и фабрики, отражавшие общественно-политические процессы, происходившие в стране: индустриализацию, электрификацию и коллективизацию. Наряду с подъёмными кранами, станками, паровозами и снопами встречались фигуры созидателей нового строя — рабочих и крестьян. Нередко на агитационных тканях можно было встретить различные аббревиатуры: КИМ, МОПР, СССР, РСФСР, ВКП(б) или цифры 4 и 5, передающие лозунг «Пятилетку в четыре года». Из таких тканей изготавливались текстильные агитационные плакаты, знамёна и транспаранты первых лет советской власти, они также шли на пошив одежды.
А Надя:

«И мне с эмблемами платья.

Без серпа и молота не покажешься в свете!

В чем

сегодня

буду фигурять я

на балу в Реввоенсовете?!»
Агиттекстиль — это «воплощение идеологии в орнаменте, отражение пафоса индустриализации, электрификации и коллективизации в доступной для населения материи». Советская власть требовала от деятелей искусства создать особую предметную среду, которая не должна была вызывать ассоциаций с бытом дореволюционной России. Дизайн тканей отображал символику СССР и направления его развития: индустриализацию и механизацию сельского хозяйства. Агиттекстиль был призван формировать новое сознание советской общественности. Ткани использовались как для пошива одежды и аксессуаров (например, платков), так и для изготовления плакатов и панно.
Один из городов, где создавались агитационные ткани, — известное текстильными заводами Иваново. В частности, весомый вклад в развитие текстильной орнаментации в 1920—1930-е годы внесли ивановские мастера. Над тканями также трудились лучшие кадры ВХУТЕМАСа; в числе прочих — известные художницы Любовь Попова и Варвара Степанова, за которыми закрепилось прозвище «амазонки авангарда». Было запущено специальное направление орнаментации тканей, созданное членами секции Ассоциации художников революционной России (АХРР). Первые агитационные ткани начали поступать в собрание Ивановского государственного историко-краеведческого музея (ИГИКМ) им. Д. Г. Бурылина уже в 1927 году. На данный момент в фонде насчитывается около 800 образцов ткани. Одежды из агиттекстиля практически не сохранилось, возможно, потому, что платья и рубахи агитационной направленности не пользовались большим спросом, но наиболее вероятно то, что попавшие в опалу изделия подлежали уничтожению.
Один из наиболее известных образцов агиттекстиля — рисунок «Утро новой жизни». Орнамент олицетворяет возрождение текстильной индустрии: над силуэтом фабричного здания как солнце сияет пятиконечная звезда; узор дополняют схематично трактованные изображения планеров как символов взлёта. Орнамент выполнен в ярких цветах — красный, жёлтый, синий, зелёный, коричневый.

## История
Советская власть большое значение придавала формированию идеологических ориентиров. В 1918 году В. И. Ленин выдвинул план развития искусства в условиях победившей социалистической революции, получивший известность как «ленинский план монументальной пропаганды».
Одним из примеров внедрения идеологии в повседневность стала дискуссия о текстильной орнаментации. Учёные, художники, партийные деятели старались определить, какие рисунки смогут позволить сформировать новый, советский образ жизни в послереволюционной России. В 1923 году в приложении к изданию «Известия текстильной промышленности» А. Карабанов потребовал от художников вместо «буржуазных, мещанских цветочков и амурчиков… дать новые расцветки и рисунки тканей, которые, будучи беднее по волокну, победят мировую конкуренцию богатством своего замысла, смелостью и революционной красотой мысли…». Мнения разделились: одни не принимали орнамент вообще — как буржуазный пережиток, другие, как художник по тканям и организатор текстильной секции МОСХ Лия Райцер, хотели создать собственный семантический орнамент-ребус с использованием лозунгов-слов. Победили не радикалы, но сторонники использования в декоре текстиля изобразительных элементов. На смену цветам пришли трактора, локомотивы, заводские гудки и другие символы советской модернизации. Прослеживалось вытеснение геометрического орнамента символическим. Расцвет агитационных ситцев пришёлся на конец 1920-х — начало 1930-х годов. В это десятилетие в художественном оформлении ивановских тканей произошёл резкий отказ от традиционных для региона узоров ситца. Когда нужда в наглядной пропаганде пропала, агитационные ткани признали идеологическим браком и перестали производить.
Во второй половине 1930-х годов в советском текстиле наблюдался отказ от тематических рисунков. Агитационный текстиль стал подвергаться критике. В 1931 году искусствовед А. А. Фёдоров-Давыдов отметил, что мастера агитационного ситца «не пошли никуда дальше простой замены розы трактором». Также, по его мнению, изображения масс «в бесконечном повторении одной фигуры теряют всякий изобразительный смысл; это почти отвлечённый узор». В 1933 году «Правда» опубликовала разгромную статью «Спереди трактор, сзади комбайн» Г. Е. Рыклина с уничтожающей критикой агитационных рисунков в текстиле. Рыклин заклеймил художников по текстилю в халтуре и пошлости и подозревал в них классовых врагов, пачкающих материю под прикрытием псевдореволюционной фразы и глумящихся на советскими людьми ситцем и бумазеей. 18 декабря 1933 года было опубликовано постановление Совнаркома «О работе хлопчатобумажной промышленности», обязавшее Наркомлегпром обеспечить подлинно художественное оформление тканей. В 1934 года на выставке «Брак в производстве» агитационные ткани демонстрировались как бракованные.

## Роль в контексте, влияние на политику, науку, общество
В СССР перенос идеологии на ткань был не столько эстетическим или экономическим фактом, сколько превращением коммунизма в политическую религию. Агитационный ивановский текстиль, как материальная сфера идеологических преобразований, помогал перевоспитывать человека и становился «важным орудием культуры и пропаганды». Увлекаясь агиттекстилем, творцы авангарда верили, что личность формируется, взаимодействуя с материальным миром.
Примечательно, что ткань в агитационных целях использовалась не только в СССР, но и в Великобритании, США и Японии. Таким образом, советские тематические ткани вписываются в канву общей международной тенденции. Однако стоит заметить, что они достигли расцвета лет на десять раньше других и могут служить источником для последующих экспериментов. Советский агитационный текстиль — неотъемлемая часть истории дизайна XX века.

## В массовой культуре
Агиттекстиль мельком упоминается в музыкальном фильме Григория Александрова «Светлый путь» (1939). Главная героиня в исполнении Любови Орловой появляется в кадре с зонтиком из ткани с узором из тракторов. Заметно, что режиссёр с высоты 1939 года с иронией оглядывается на тематические текстильные узоры. В фильме зритель наблюдает, как два директора фабрик обсуждают орнаменты, составленные из изображений заводов и других идеологических знаков. Поиски идеологически приемлемого узора («Дыму мало», — заявляет один. — «Дыму можно добавить», — подтверждает другой) нелепы и сводят смысл агиттекстиля к абсурду, что в итоге признают и сами директора фабрик.